# Duke Nalon
Dennis „Duke” Nalon (ur. 2 marca 1913 w Chicago, zm. 26 lutego 2001) – amerykański kierowca wyścigowy, ścigający się samochodami typu midget, sprint oraz w Indianapolis 500.

## Kariera
Nalon rozpoczynał karierę jako członek załogi mechaników Wally'ego Zale. Gdy Walter Galven potrzebował kierowcy, Zale przekonał go, by skorzystał z usług Nalona.
Nalon otrzymał przydomek "The Iron Duke". Był wraz z Tonym Bettenhausenem członkiem "gangu chicagowskiego". Kierowcy ci ścigali się po torach środkowego zachodu oraz wschodniego wybrzeża Stanów Zjednoczonych.

## Starty w Indianapolis 500
| Rok  | Nr | Start. | Msc. | Okr. | Lider | Uwagi           |
| ---- | -- | ------ | ---- | ---- | ----- | --------------- |
| 1938 | 43 | 33     | 11   | 178  | 0     |                 |
| 1940 | 21 | 25     | 22   | 120  | 0     | korbowód        |
| 1941 | 17 | 30     | 15   | 173  | 0     |                 |
| 1946 | 54 | 32     | 22   | 45   | 0     | przegub Cardana |
| 1947 | 46 | 18     | 16   | 119  | 0     | tłok            |
| 1948 | 54 | 11     | 3    | 200  | 9     |                 |
| 1949 | 54 | 1      | 29   | 23   | 23    | wypadek         |
| 1951 | 18 | 1      | 10   | 151  | 0     | silnik          |
| 1952 | 36 | 4      | 25   | 84   | 0     | turbosprężarka  |
| 1953 | 9  | 26     | 11   | 191  | 0     | wypadek         |

## Nagrody
- wpis do National Midget Auto Racing Hall of Fame (1987)
- wpis do National Sprint Car Hall of Fame (1991)